# Jacques Prévert
Jacques Prévert (Neuilly-sur-Seine (Hauts-de-Seine), 1900. február 4. – Omonville-la-Petite (Manche), 1977. április 11.) francia költő, forgatókönyvíró.

## Életútja
Prévert Párizsban nőtt fel. Miután általános iskolai tanulmányai után abbahagyta az iskolát és a párizsi Le Bon Marché áruházban kezdett dolgozni. 1918-ban behívták katonai szolgálatra. Ezt követően a Közel-Keletre küldték megvédeni a francia érdekeket.
Omonville-la-Petite-ben, 1977. április 11-én halt meg tüdőrákban. Barátjával és munkatársával, Paul Grimault-val éppen a Le Roi et l'Oiseau animációs film utolsó jelenetein dolgozott. Amikor a filmet 1980-ban bemutatták, Prévert emlékének szentelték, és Grimault üresen hagyta a mellette lévő ülőhelyet.
1926-tól 1930-ig a szürrealista csoport tagja volt. Paroles címmel 1946-ban jelent meg első kötete. Valószínűleg az egyetlen modern francia költő, aki tömegnépszerűségre tett szert. Ez annak köszönhető, hogy a hétköznapok, az utca, az argó nyelvét használta. Egyszerű, dallamos, sanzonkarakterű verseket írt. Sugárzik belőlük a kisember szeretete, mindenféle kizsákmányolás gyűlölete, szenvedélyes igazságvágy.
Nagyon kifejező műve a Levél a kóbor szigetekről, melynek társszerzője André François.
Versei közül számtalant zenésítettek meg és adták elő neves énekesek. Csak Kozma József (Joseph Cosma) Prévert versekre több, mint nyolcvan dalt írt, köztük a Hulló faleveleket (Les feuilles mortes; angolul: Autumn leaves). A versből Baranyi Ferenc készített műfordítást  Halott levelek címmel, amely 2003-ban jelent meg A Montmorency-i szerelmesek kötetben.
Költészetétől nem idegen a filmekre emlékeztető montázstechnika.
Számos filmforgatókönyvet is írt, Marcel Carné legjobb filmjeinek forgatókönyvírója volt. Ezek egyik legismertebbike a Szerelmek városa (Les Enfants du Paradis).
Tagja volt a ’Patafizikai Társaságnak.

## Művei
- Déjeuner du matin (1945)
- Paroles (1946)
- Contes pour enfants pas sages (1947)
- Les enfants qui s'aiment (1949)
- Spectacle (1951)
- Lettre des îles Baladar (1952)
- Tour de chant (1953)
- La pluie et le beau temps (1955)
- Histoires (1963)
- Fatras (1966)

## Filmek
(Forgatókönyvek, filmdialógusok. Válogatás)
- Ciboulette (1933)
- Le Crime de monsieur Lange; Lange úr vétke (1936)
- 27 Rue de la Paix (1936)
- Moutonnet (1936)
- Drôle de drame; Egy vidám tragédia (1937)
- Quai des brumes; Ködös utak (1938)
- Les Disparus de Saint-Agil (1938)
- Le Jour se lève (1939)
- The Mysterious Mr. Davis (1939)
- Remorques (1941)
- Les Visiteurs du soir (1942)
- A Woman in the Night (1943)
- Goodbye Leonard (1943)
- Les Enfants du paradis; Szerelmek városa (1945)
- Les Portes de la nuit (1945)
- The Bellman (1945)
- Le Petit Soldat (animációs rövidfilm, 1947), with Paul Grimault, after The Steadfast Tin Soldier by Hans Christian Andersen
- The Lovers of Verona (1949)
- La Bergère et le ramoneur (animációs rövidfilm, 1953), with Paul Grimault after tale by Hans Christian Andersen, later revised and finished as Le Roi et l'oiseau
- The Hunchback of Notre Dame (1956)
- Le Petit Claus et le Grand Claus, by Pierre Prévert, after the tale Little Claus and Big Claus by Hans Christian Andersen (live action and animation, 1964)
- Le diamant (The diamond) (sanimációs rövidfilm, 1970), with Paul Grimault, complement to L'Aveu of Costa-Gavras
- Le Chien mélomane (animációs rövidfilm, 1973), with Paul Grimault
- Le Roi et l'oiseau animációs rövidfilm, 1980), with Paul Grimault

## Dalok
Jacques Prévert: Alicante

Az asztalon piros narancs

Ruhád a szőnyegen

És te a pamlagon

Legvillanóbb pillanatom

Éjszakám fénye te

Forró fehér napom.

(ford.: Tamkó Sirató Károly)
- Les Feuilles Mortes, Yves Montand
- Les Feuilles Mortes, Juliet Greco

## Magyarul
- Maszkabál; ford. Bittei Lajos et al., utószó Bajomi Lázár Endre; Európa, Bp., 1962 (Modern könyvtár)
- Levél a Kóbor-szigetekről; ford. Vinkó József, ill. André François; Móra, Bp., 1984
- Maszkabál. Versek; ford. Bittei Lajos et al., ill. Ruzicskay György; Európa, Bp., 1984